# Rusia la Concursul Muzical Eurovision Junior 2011
Rusia va fi reprezentată la Concursul Muzical Eurovision Junior 2011, care se va desfășura în Erevan, Armenia, den către Ekaterina Riabova. Ea a mai reprezentat Rusia la Concursul Muzical Eurovision Junior în 2009.

## Selecția Națională
Selecția Națională s-a desfășurat pe 29 mai 2011. 20 de muzici s-au luptat pentru a putea reprezenta Rusia la Concursul Muzical Eurovision Junior.

### Rezultatele
| Loc | Artist                           | Muzică                   | Puncte |
| --- | -------------------------------- | ------------------------ | ------ |
| 1   | Ekaterina Riabova                | Kak Romeo i Dzhulyetta   | 10,32  |
| 2   | Sabina Gizzatullina              | Klyaksa-vaksa            | 9,00   |
| 3   | Vladlena Bogdanova               | Solnechniy luch          | 7,52   |
| 4   | Gleb Gershman & Yuliya Donguzova | Davaite poshalim         | 7,25   |
| 5   | Treki                            | Mechta                   | 6,33   |
| 6   | Ellina Dunaevskaya               | Starye igrushki          | 6,05   |
| 7   | Anastasiya Gned                  | Bambadu                  | 5,75   |
| 8   | Anton Savkin                     | V ritme tantsa           | 5,74   |
| 9   | Darya Lukash                     | Alisa v strane chudes    | 5,34   |
| 10  | Syuzanna Mhitaryan               | Angel                    | 4,79   |
| 11  | Anastasiya Gladkih               | Solntse na resnitsah     | 4,58   |
| 12  | Nikola Dmitriev                  | Lyod                     | 4,12   |
| 13  | Arkadiy Kozub & Kanat Bizhanov   | Zriteli                  | 3,87   |
| 14  | Varvara Strizhak                 | Labirint                 | 3,59   |
| 15  | Akademiya Volshebnikov           | Kogda net slov           | 3,04   |
| 16  | Arina Doronina                   | My dotyanemsya k zvezdam | 2,92   |
| 17  | Artem Kuznetsov                  | Mega-zvyozdy             | 2,21   |
| 18  | Aleksey Vasiliev                 | Botanik                  | 2,12   |
| 19  | Farukshina Adelya                | Ya idu za solntsem       | 1,38   |
| 20  | Anna Agafonova                   | Ya - devochka lyeto      | 1,08   |